# 東北コミュニティ放送協議会
東北コミュニティ放送協議会（とうほくコミュニティほうそうきょうぎかい）とは、東北地方所在のコミュニティ放送局（コミュニティFM、cFM）39局中29局（2021年（令和3年）8月16日現在）で構成される日本コミュニティ放送協会 (JCBA) の下部団体。「東北コミュニティ放送ネットワーク」（とうほくコミュニティほうそうネットワーク）とも呼ばれる。

## 概要
東北コミュニティ放送協議会の加盟局では、定期的に共通番組を放送している。
東北地方太平洋沖地震（東日本大震災）発生後、全国から送られたラジオ約6000台を配布し、同協議会加盟各社が12の臨時災害放送局の開局支援を行ってきたことから、加盟各社が参加してNPO法人「東日本地域放送支援機構」（現・日本地域放送支援機構）を設立した。
東北地方で初めてcFMを開局した山形コミュニティ放送株式会社（山形県山形市）がリーダー的な存在となっており、東北コミュニティ放送協議会の電話番号は同社と共通、日本地域放送支援機構の所在地も同社と同じである。

## 沿革
- 1992年（平成4年）1月10日 - 放送法施行規則の一部改正により、コミュニティ放送が法制化された[7]。
- 1994年（平成6年）5月12日 - 全国コミュニティ放送協議会 (JCBA) 設立[7]。
- 1995年（平成7年）4月1日 - 東北地方初、かつ、山形県初のコミュニティ放送局「ラジオモンスター」（山形市・山形コミュニティ放送）が開局。
- 1996年（平成8年）
  - 2月21日 - 宮城県初のコミュニティ放送局「ラジオ3」（仙台市青葉区・仙台あおばコミュニティ放送[† 1]）が開局。
  - 8月31日 - 福島県初のコミュニティ放送局「FM POCO」（福島市・福島コミュニティ放送）が開局。
- 1997年（平成9年）10月1日 - 青森県初のコミュニティ放送局「FM AZUR」（むつ市・エフエムむつ）が開局。
- 1998年（平成10年）
  - 1月18日 - 岩手県初のコミュニティ放送局「ラヂオもりおか」（盛岡市・ラヂオもりおか）が開局。
  - 12月1日 - 秋田県初のコミュニティ放送局「FM765」（秋田市・秋田コミュニティー放送）が開局。
- 2002年（平成14年）
  - 4月22日 - （任意団体）全国コミュニティ放送協議会 (JCBA) を解散し、有限責任中間法人日本コミュニティ放送協会 (JCBA) が設立。JCBAと地区協議会との位置づけが明文化[7]。
  - 9月28日・29日 - 共通番組と関係するイベント「ハイウェイコミュニケーションin東北」（宮城県仙台市・勾当台公園）が初開催。
- 2003年（平成15年）4月2日 - 共通番組『ワンデイトリップ』放送開始。
- 2011年（平成23年）
  - 3月11日 - 東北地方太平洋沖地震（東日本大震災）発生。
  - 6月29日 - 東北コミュニティ放送協議会の復興支援イメージソングである堀井朋子の「feel」がフル配信開始[8]。
  - 10月3日 - 「特定非営利活動法人 東日本地域放送支援機構」が発足[9]。
- 2012年（平成24年）10月19日 - 総務省東北総合通信局、東日本地域放送支援機構、東北コミュニティ放送協議会が協働で作成した「臨時災害放送局開設等の手引き」を公表[9]。
- 2015年（平成27年）4月1日 - 「特定非営利活動法人 東日本地域放送支援機構」を「特定非営利活動法人 日本地域放送支援機構」に改称[2]。

## 一覧
東北地方にはこれまでcFMが40局開局し、2021年（平成28年）8月16日現在は39局が放送中である。うち、JCBA東北地区一覧に載っている放送局は29局となっている。地域や開局日などでの比較が容易になるよう、非加盟局は背景を灰色に、既に停波している局（2局）は背景を灰色かつ打ち消し線を付して一覧に含めた。
| 県     | 地域       | 自治体         | 位置                                   | 放送局（愛称）       | 番組供給            | 開局日         | 閉局日         |
| ------ | ---------- | -------------- | -------------------------------------- | -------------------- | ------------------- | -------------- | -------------- |
| 青森県 | 下北地方   | むつ市         | 北緯41度17分44.7秒 東経141度12分46.2秒 | FM AZUR              | MusicBird           | 1997年10月01日 |                |
| 青森県 | 南部地方   | 八戸市         | 北緯40度30分38.8秒 東経141度29分33秒   | Be FM                | J-WAVE              | 1999年01月01日 |                |
| 青森県 | 津軽地方   | 五所川原市     | 北緯40度48分30.1秒 東経140度26分50.5秒 | G.Radio              | MusicBird           | 2014年07月10日 |                |
| 青森県 | 津軽地方   | 弘前市         | 北緯40度36分9.1秒 東経140度28分20.2秒  | APPLE WAVE           | J-WAVE スターデジオ | 2000年03月04日 |                |
| 青森県 | 津軽地方   | 田舎館村       | 北緯40度38分0.9秒 東経140度34分39.7秒  | FM JAIGO WAVE        | MusicBird           | 2000年01月01日 |                |
| 岩手県 | 沿岸広域   | 宮古市         | 北緯39度38分28.1秒 東経141度56分45.5秒 | みやこハーバーラジオ | MusicBird           | 2013年08月26日 |                |
| 岩手県 | 沿岸広域   | 大船渡市       | 北緯39度1分48.9秒 東経141度42分38.8秒  | FMねまらいん         | J-WAVE              | 2013年04月05日 |                |
| 岩手県 | 県北広域   | 二戸市         | 北緯40度15分39.6秒 東経141度17分9.1秒  | カシオペアFM         | IBCラジオ MusicBird | 2005年12月19日 |                |
| 岩手県 | 県央広域   | 盛岡市         | 北緯39度41分59.4秒 東経141度9分16.5秒  | ラヂオもりおか       | J-WAVE              | 1998年01月18日 |                |
| 岩手県 | 県南広域   | 花巻市         | 北緯39度23分30.7秒 東経141度6分41.3秒  | FM One               | MusicBird           | 2010年09月01日 |                |
| 岩手県 | 県南広域   | 奥州市         | 北緯39度8分41.5秒 東経141度9分15.1秒   | 奥州FM               | MusicBird           | 2007年04月12日 |                |
| 岩手県 | 県南広域   | 一関市         | 北緯38度55分44.5秒 東経141度8分13.8秒  | FMあすも             | J-WAVE              | 2012年04月29日 |                |
| 宮城県 | 登米圏     | 登米市         | 北緯38度41分14.2秒 東経141度11分49.9秒 | H@!FM                | J-WAVE              | 2010年04月04日 |                |
| 宮城県 | 大崎圏     | 大崎市         | 北緯38度34分34秒 東経140度57分24秒     | Bikki-FM             | MusicBird           | 2013年06月15日 |                |
| 宮城県 | 石巻圏     | 石巻市         | 北緯38度26分45.4秒 東経141度16分46.5秒 | ラジオ石巻           | J-WAVE              | 1997年05月28日 |                |
| 宮城県 | 仙台都市圏 | 塩竈市         | 北緯38度19分2.3秒 東経141度1分33.9秒   | BAY WAVE             | J-WAVE              | 1997年04月27日 |                |
| 宮城県 | 仙台都市圏 | 仙台市泉区     | 北緯38度19分23.2秒 東経140度52分50.7秒 | fmいずみ             | J-WAVE              | 2000年03月10日 |                |
| 宮城県 | 仙台都市圏 | 仙台市宮城野区 | 北緯38度15分57.8秒 東経140度54分23.3秒 | FMじょんぱ           | InterFM             | 1999年09月25日 | 2007年03月13日 |
| 宮城県 | 仙台都市圏 | 仙台市宮城野区 | 北緯38度15分27.8秒 東経140度54分7.8秒  | Rakuten.FM TOHOKU    |                     | 2015年08月09日 |                |
| 宮城県 | 仙台都市圏 | 仙台市若林区   | 北緯38度14分53.2秒 東経140度52分50.9秒 | ラジオ3              | J-WAVE              | 1996年02月21日 |                |
| 宮城県 | 仙台都市圏 | 仙台市太白区   | 北緯38度13分53.2秒 東経140度53分8.7秒  | FMたいはく           | MusicBird           | 2007年09月29日 |                |
| 宮城県 | 仙台都市圏 | 名取市         | 北緯38度10分7.6秒 東経140度53分36.2秒  | なとらじ801          | MusicBird           | 2015年03月01日 |                |
| 宮城県 | 仙台都市圏 | 岩沼市         | 北緯38度7分18.1秒 東経140度50分42.1秒  | FMいわぬま           | MusicBird           | 1998年04月30日 |                |
| 秋田県 | 鹿角地域   | 鹿角市         | 北緯40度11分23.5秒 東経140度47分8.9秒  | 鹿角きりたんぽFM     | MusicBird           | 2013年10月08日 |                |
| 秋田県 | 秋田都市圏 | 秋田市         | 北緯39度44分22.7秒 東経140度5分41.1秒  | FM765                | MusicBird           | 1998年12月01日 |                |
| 秋田県 | 秋田都市圏 | 秋田市雄和     | 北緯39度37分32.9秒 東経140度11分42.2秒 | FM椿台               | MusicBird           | 2001年08月21日 |                |
| 秋田県 | 横手盆地   | 大仙市         | 北緯39度27分50.9秒 東経140度28分40秒   | はなびFM             | MusicBird           | 2015年08月08日 |                |
| 秋田県 | 横手盆地   | 横手市         | 北緯39度18分40.5秒 東経140度33分43.5秒 | 横手かまくらFM       | J-WAVE              | 2011年04月01日 |                |
| 秋田県 | 横手盆地   | 湯沢市         | 北緯39度9分49.9秒 東経140度29分22.9秒  | FMゆーとぴあ         | MusicBird           | 1999年02月20日 |                |
| 山形県 | 村山地方   | 山形市         | 北緯38度15分4.9秒 東経140度20分18.1秒  | ラジオモンスター     | J-WAVE              | 1995年04月01日 |                |
| 山形県 | 村山地方   | 山形市         | 北緯38度13分0.4秒 東経140度19分58.5秒  | Vigo FM              | InterFM             | 2002年10月21日 | 2016年07月22日 |
| 山形県 | 置賜地方   | 長井市         | 北緯38度6分5.1秒 東経140度2分35.9秒    | おらんだラジオ       | MusicBird           | 2014年11月03日 |                |
| 山形県 | 置賜地方   | 米沢市         | 北緯37度55分50.7秒 東経140度7分2.5秒   | FM NCVおきたまGO!    | MusicBird           | 2012年12月24日 |                |
| 山形県 | 庄内地方   | 酒田市         | 北緯38度54分55.9秒 東経139度50分9.5秒  | ハーバーRADIO        | MusicBird           | 1998年10月07日 |                |
| 山形県 | 最上地方   | 新庄市         |                                        | あすラジ             |                     | 2021年08月16日 |                |
| 福島県 | 中通り     | 福島市         | 北緯37度45分16.5秒 東経140度27分53.8秒 | FM POCO              | J-WAVE              | 1996年08月31日 |                |
| 福島県 | 中通り     | 本宮市         | 北緯37度30分50.2秒 東経140度24分4.6秒  | FM-MotCom            | MusicBird           | 2006年12月20日 |                |
| 福島県 | 中通り     | 郡山市         | 北緯37度24分3.8秒 東経140度22分58.9秒  | KOCOラジ             | J-WAVE              | 2010年12月01日 |                |
| 福島県 | 浜通り     | いわき市       | 北緯37度3分15.5秒 東経140度53分35.4秒  | SEA WAVE             | MusicBird           | 1996年09月01日 |                |
| 福島県 | 会津       | 喜多方市       | 北緯37度39分7.8秒 東経139度51分50.9秒  | FMきたかた           | MusicBird           | 2003年08月05日 |                |
| 福島県 | 会津       | 会津若松市     | 北緯37度29分46.2秒 東経139度55分42.2秒 | FM 愛'S              | MusicBird           | 1996年09月21日 |                |

## 共通番組
- 『ワンデイトリップ』（毎週金曜10分。2003年4月2日 - ） 
加盟局の持ち回り制作。
- 『あなたに、ベスト・ウェイ。』（毎週金曜・土曜各5分。2006年12月29日 - 。1時間のスペシャル番組あり）
NEXCO東日本東北支社提供
- 『はいうぇい 人街ネット東北』（毎週金曜5分。2008年4月4日 - ）
NEXCO東日本東北支社提供
- 『暮らしの中の気象台』
生活に密着した気象に関する情報や豆知識を、仙台管区気象台と協力して東北コミュニティ放送協議会が制作。

## イベント

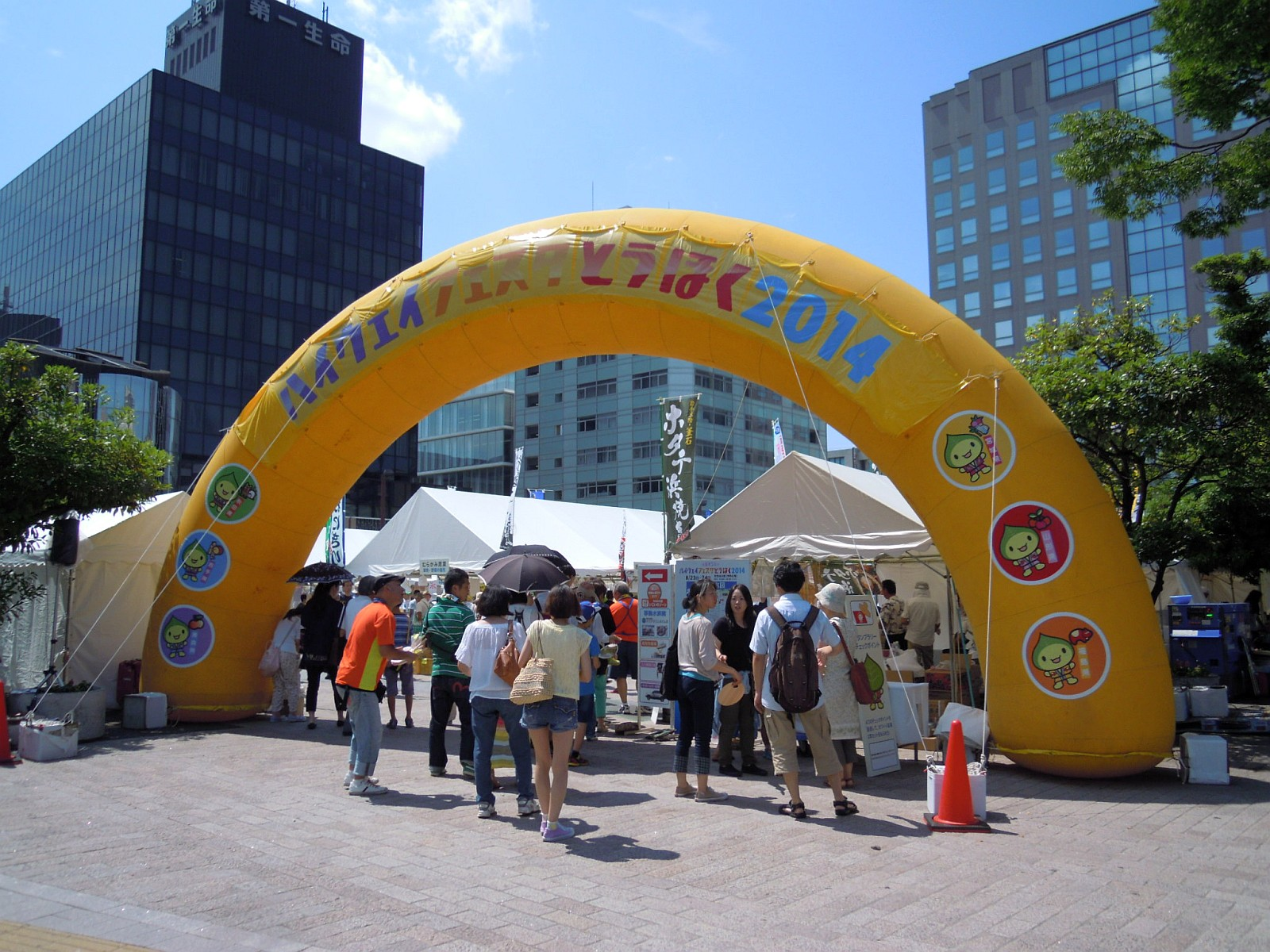
「ハイウェイフェスタとうほく2014」会場入口の様子

- 「ハイウェイフェスタとうほく」[11]
宮城県仙台市の勾当台公園で、2002年（平成14年）から毎年8月または9月の週末に2日間行われる、東北各地の祭り（踊り）とグルメが一堂に会するイベント。2011年までは「ハイウェイコミュニケーションin東北」という名称で開催されていた（略称は「ハイコミ」）。『はいうぇい人街ネット東北』と関連し、加盟局で1時間番組を生中継・放送。観客動員は2日間延べ約5万人（2014年[12]）。